# 黛安芬
Triumph International是一家生产内衣的国际公司，1886年成立于德国霍伊巴赫。1977年起，公司总部始设于瑞士楚尔察赫，并于全球50个国家设有分公司。除了Triumph这个品牌之外，公司旗下还包括sloggi和BeeDees两大品牌。自20世纪60年代以来，Triumph International一直是业界——特别是在女士内衣和睡衣领域的领军企业。

## 公司历史

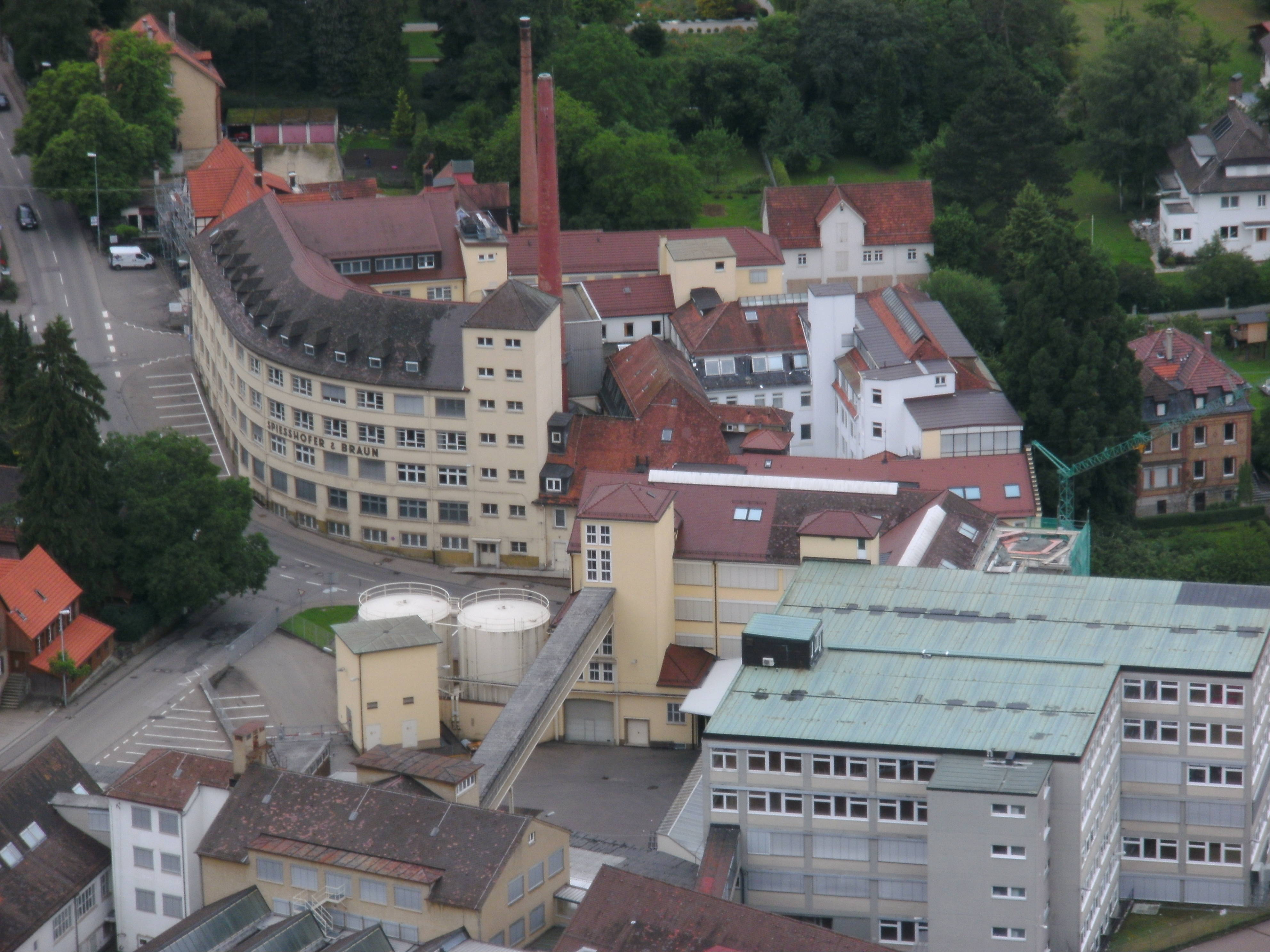

1886年，Johann Gottfried Spießhofer 和Michael Braun在德国霍伊巴赫成立了一家生产妇女紧身胸衣（Corset）的工厂。一开始他们雇用了6名工人，购买了6架缝纫机。接下来几年工人人数不断上升，到1890年已达到150人，自1894年起便已开始向国外出口产品。直到1902年，Spießhofer和Braun才注册了遥想法国凯旋门（Arc de Triomph）的“Triumph”这个品牌，后来又将“International”补充进去。经过一开始的繁荣发展期以后，20世纪20年代人们对紧身胸衣的需求量开始下降，因此公司开始了胸罩的生产。此外，Triumph International在30年代开始生产塑身内衣（Corselet）。
1933年公司在瑞士楚尔察赫开设了第一家分公司。1949年德国分裂以后，Triumph International品牌在德意志民主共和国一开始还能继续销售，但是业务量逐渐趋于停滞。尽管如此，公司国际化的进程并没有被打断，自50年代起，便开始于欧洲各国相继成立分公司，60年代开始进军亚太地区，1963年在日本成立了第一家分公司。当时，一些观察家就已经发现了公司的一些“隐蔽狡诈”的行为，其中包括公司在避税天堂列支敦士登和百慕大进行注册。60年代末，Triumph International占据了德国妇女紧身内衣市场上大约50%的份额。
當時，該集團已經銷售了6.2億德國馬克，僱用了22,600名員工。60年代中期Triumph International全面引入了电子数据处理方法。由于经济不景气，公司于70年代初第一次陷入困境，甚至不得不申报采取缩短工作时间的措施。1969年开始开展的连裤袜业务也受到了此次经济震荡的影响，不得不在3年后停产。与此同时，Triumph International开始首次使用尼龙、莱卡等较轻质的材料进行生产。此外，公司70年代末引入了“sloggi”这个新品牌，从那以来内衣和其它含棉量较高的产品都以该品牌投放市场。公司在1977年将总部从德国迁至瑞士，从那以后公司的控股部分正式设在楚尔察赫。到1986年，公司销售额上升至将近10亿瑞士法郎。同时，公司开始进入中国市场。从1988年开始，公司在德意志民主共和国发布为本地市场生产单件Triumph产品的生产许可，这些产品除了内衣以外还包括泳衣。
在收购两家法国公司“HOM”和“Valisère”以后，Triumph International开始进军男士内衣及高档女士内衣市场。同时间，公司于1955年宣布，未来将主要建设主打品牌“Triumph”，所有其它品牌都将于其下进行编排分类。90年代，Triumph International开始了新一轮的国际化扩张，1998年公司进军印度次大陆。2001年，公司在匈牙利的多瑙新城成立了最新的工厂。在本国市场上，Triumph公司在新千年伊始成为了销售额最高的纺织品制造商。
從2008年到2012年，公司主辦了凱旋靈感獎，內衣設計師根據每年變化的主題進行競爭。 參賽作品由陪審團評估，並根據訪客對比賽網站的投票進行評估。 2009年，這場比賽引起了更廣泛的關注，特別是在倫敦舉行的這個活動。 最初在參加國際競賽前參加了本地比賽。
自2012年以來，Triumph International的所有收藏品均已經過有害物質檢測，並按照Oeko-tex紡織品標准進行了認證，早在1993年，當創始成立後，個別產品成功測試。
在过去的几年中，公司通过开设新的分公司及收购竞争企业而不断扩张。2010年，Triumph International收购了瑞士著名的内衣连锁店Beldona，后来又陆续在墨西哥和美国收购了其它零售商。在美国，Triumph International收购了奢侈内衣品牌零售商“Journelle”的大部分股份，现在于纽约已拥有三家直营店。2011年收购了一家德国子公司的股份以后，Triumph公司现在又完全属于Spiesshofer 和Braun家族。

## 品牌

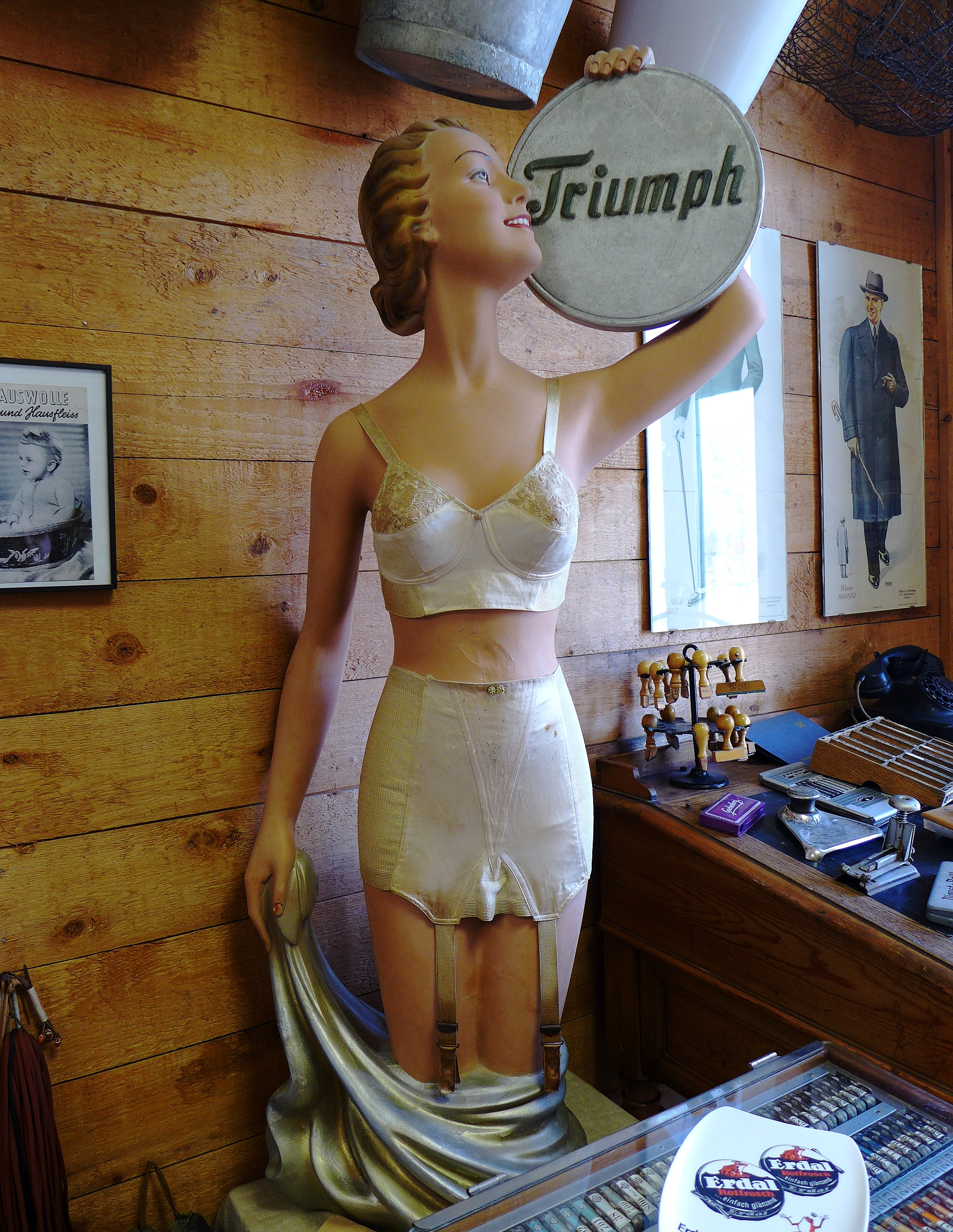

“Triumph”是公司的核心品牌。公司产品分成几大类，面对不同的客户群体。2010年开始，塑身内衣的重要性显著上升，Triumph对于该产品的销售获得了人们特别的关注。2013年，“ Triumph”获得了最佳品牌的称号。2015年，“Magic Wire”胸罩获得了Red Dot设计奖。
20世纪70年代末，Triumph International开始在市场上销售棉质“sloggi”品牌内衣，一开始只是女式内衣，后来添加了男士产品（sloggi men）和泳衣（sloggi swim）。从80年代开始，Triumph International特别针对25岁以下的年轻女性客户群体推出了“BeeDees”品牌。这些产品主要特点在于各种配件和布料图案。除了“sloggi”和“BeeDees”以外，90年代末开始公司以“triaction”品牌在市场上推出了运动型胸罩， 另外也推出了新的高端線品牌 "ESSENCE 艾聖思"，由好萊塢女星莉芙 泰萊代言，以及輕熟女品牌 "FLORALE"，由茱莉安 摩爾代言。
Triumph产品通过零售合作伙伴、商场、以及直营店进行销售。到2011年年底，公司已建立起一个遍布120个国家的2000家商店组成的销售网络，这些商店中800家是公司直营店，450家是授权加盟店，850家是与其他合作伙伴共同经营的。现在， Triumph公司是德国店面数量最多的内衣销售商之一。此外，公司还经营着数家网店。

## 另見
- 《找到他》：黛安芬首部動畫廣告片。

## 外部連結
- Triumph （页面存档备份，存于）
- 黛安芬台灣官網 （页面存档备份，存于）
  - Triumph的Facebook專頁
  - Triumph Lingerie的Instagram帳戶
  - YouTube上的Triumph TW 黛安芬頻道
  - 黛安芬國際股份有限公司 - 台灣公司資料 （页面存档备份，存于）